# Linea di successione al trono della Malaysia

Lo stendardo del sovrano della Malaysia.

La linea di successione al trono della Malaysia si basa sul criterio della monarchia elettiva.
La Malaysia si costituì nel 1963, riunendo gli undici stati che facevano parte della Federazione della Malesia, più il Sabah, il Sarawak e Singapore, il quale però lasciò la federazione nel 1965. Il paese oggi comprende tredici stati, oltre a tre territori federali (Kuala Lumpur, Labuan e Putrajaya).
La Malaysia è un insieme di monarchie costituzionali il cui re viene eletto, con un mandato di cinque anni, fra i sovrani di nove dei tredici stati che la compongono. Al re è riconosciuto il titolo di Yang di-Pertuan Agong (capo supremo), il potere esecutivo ed il potere legislativo, che vengono esercitati insieme al governo ed al parlamento.

## Linea di successione
Non essendoci successione dinastica, il passaggio da un sovrano all'altro avviene per elezione secondo un ordine di successione che è il seguente:
1. sultano di Negeri Sembilan;
2. sultano di Selangor;
3. maragià di Perlis;
4. sultano di Terengganu;
5. sultano di Kedah;
6. sultano di Kelantan;
7. sultano di Pahang;
8. sultano di Johor;
9. sultano di Perak.

L'attuale Yang di-Pertuan Agong è il sultano Ibrahim Iskandar di Johor, in carica dal 31 gennaio 2024.